# Dom Eliseu
Dom Eliseu là một đô thị thuộc bang Pará, Brasil. Đô thị này có diện tích 5267,514 km², dân số năm 2007 là 38141 người, mật độ 7,24 người/km².